# Аманда Лі
Аманда Лі (нар. прибл. 1986) — авіатор ВМС у ВМС США. У червні 2022 року її було обрано першою жінкою пілотом винищувача в елітній демонстраційній ескадрильї Blue Angels. Лі дебютувала як пілот демонстраційного польоту на лівому крилі у літаку номер три 11 березня 2023 року в Ель Сентро, Каліфорнія, і наразі є пілотом слотів у літаку номер чотири.

## Раннє життя
Лі родом з Маундс В'ю, Міннесота, і в 2004 році закінчила середню школу Ірондейл у Міннесоті. Під час навчання в школі вона займалася багатьма видами спорту: хокей на льоду, футбол та плавання. Вона відвідувала Університет Міннесоти в Дулуті та вступила до ВМС США. У 2007 році вона закінчила Командування підготовки новобранців, Великих озер, Іллінойс. У 2013 році вона закінчила Університет Старого Домініону зі ступенем бакалавра у галузі біохімії.

## Кар'єра

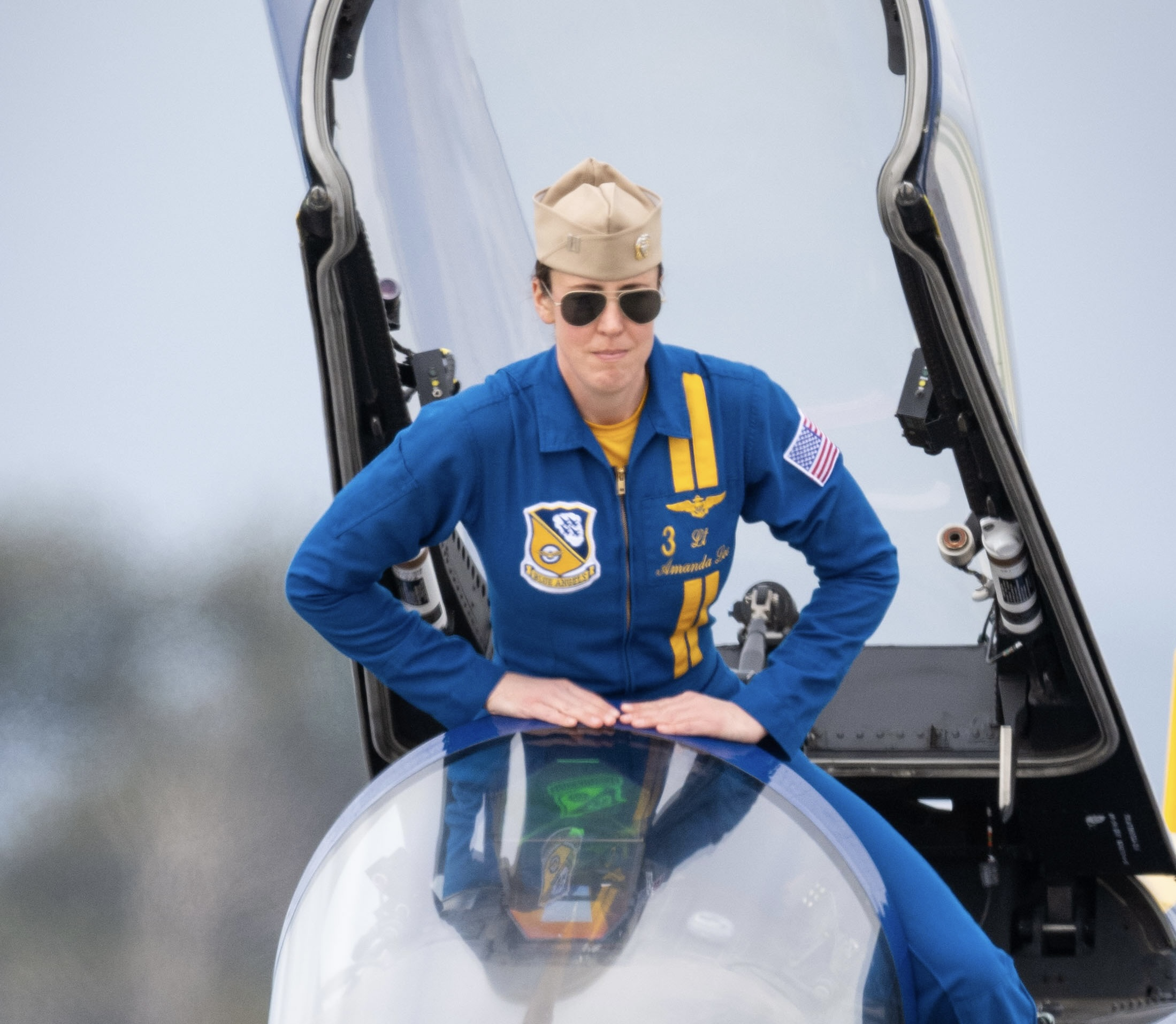
Лі в день тренувань на авіабазі ВМС Пойнт-Мугу 16 березня 2023 року

Після вступу до ВМС США Лі служила авіаційним техніком-електронщиком. У 2013 році вона стала офіцером і розпочала навчання як пілот ВМС на авіабазі ВМС Пенсакола у Флориді. У 2016 році вона стала авіатором ВМС. Потім її було призначено на авіаносець USS Harry S. Truman для підтримки операції "Непохитна рішучість". Як частина її підготовки, вона успішно завершила 225 посадок на авіаносець і 1400 годин нальоту. Вона має чотири медалі "За досягнення ВМС" та інші особисті й колективні нагороди.

### Blue Angels
У липні 2022 року лейтенанта Лі було оголошено першою жінкою, яка приєдналася до Blue Angels як пілот демонстраційної групи, і як друга жінка в команді, після капітана USMC Кеті Гіґґінс Кук, яка приєдналася у 2015 році, керуючи транспортним літаком C-130 Fat Albert.
У вересні 2022 року її було призначено до "Gladiators" з Strike Fighter Squadron (VFA) 106, що базується на авіабазі ВМС Ошеана у Вірджинії. Вона літає на F/A-18E і F/A-18F Super Hornet. Її вступ і навчання як нового пілота Blue Angels було зафіксовано у фільмі "Blue Angels" (2024).
Перший виступ Лі як пілота демонстраційного польоту на лівому крилі з Blue Angels відбувся 11 березня 2023 року в Ель Сентро, Каліфорнія. Вона також виступала перед приблизно 100 000 людей на авіашоу на авіабазі Корпусу морської піхоти в Бофорті 22 і 23 травня 2023 року. Її зустріли оплесками на шоу обидва дні, коли вона сідала в кабіну свого літака номер три.
Лейтенант-командер Лі наразі є пілотом слотів у літаку номер чотири.

## Галерея

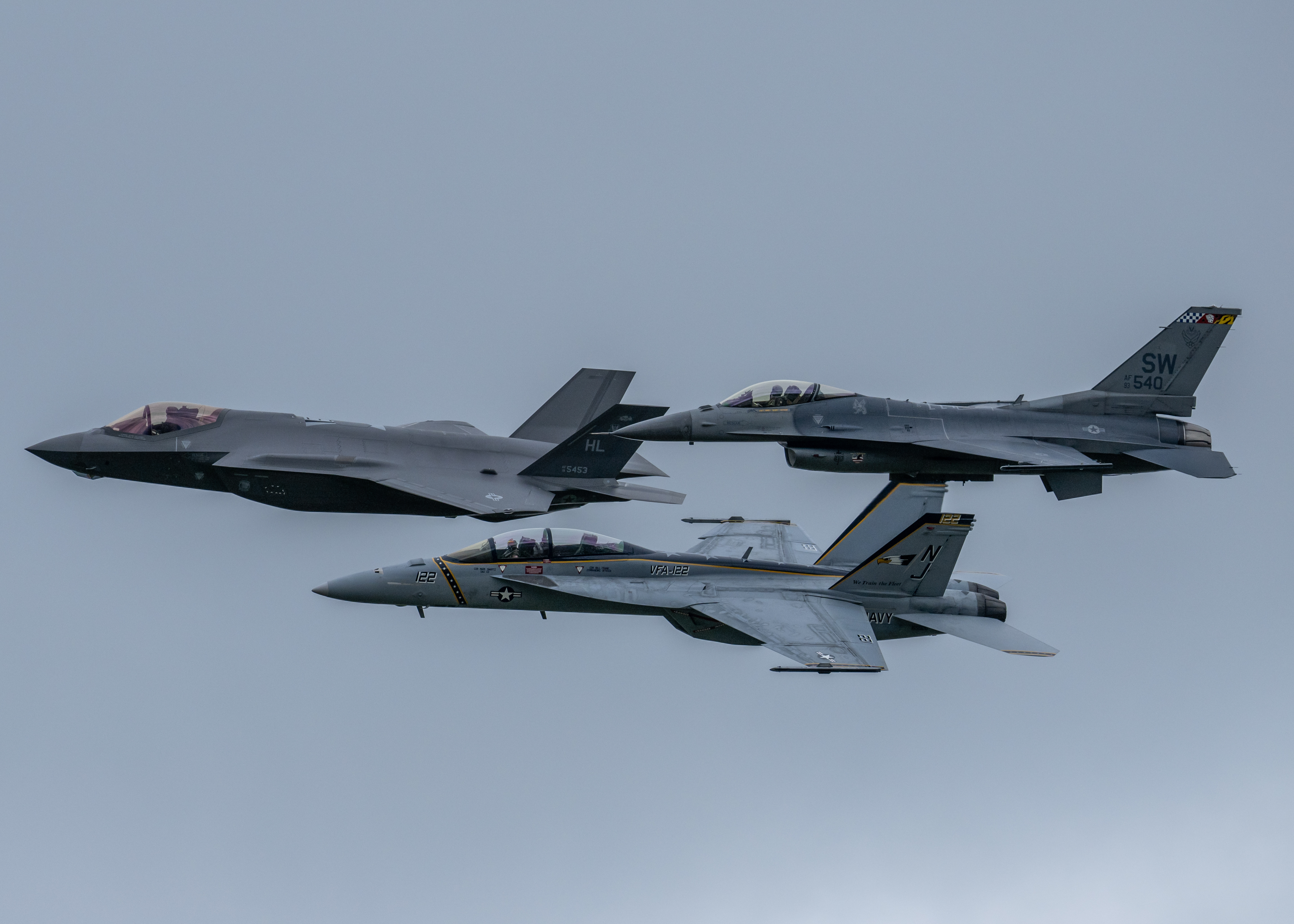
Аманда Лі та Blue Angels у польоті над озером Мічиган 23 липня 2023 року
- Аманда "Сталін" Лі летить у формації 2022 року
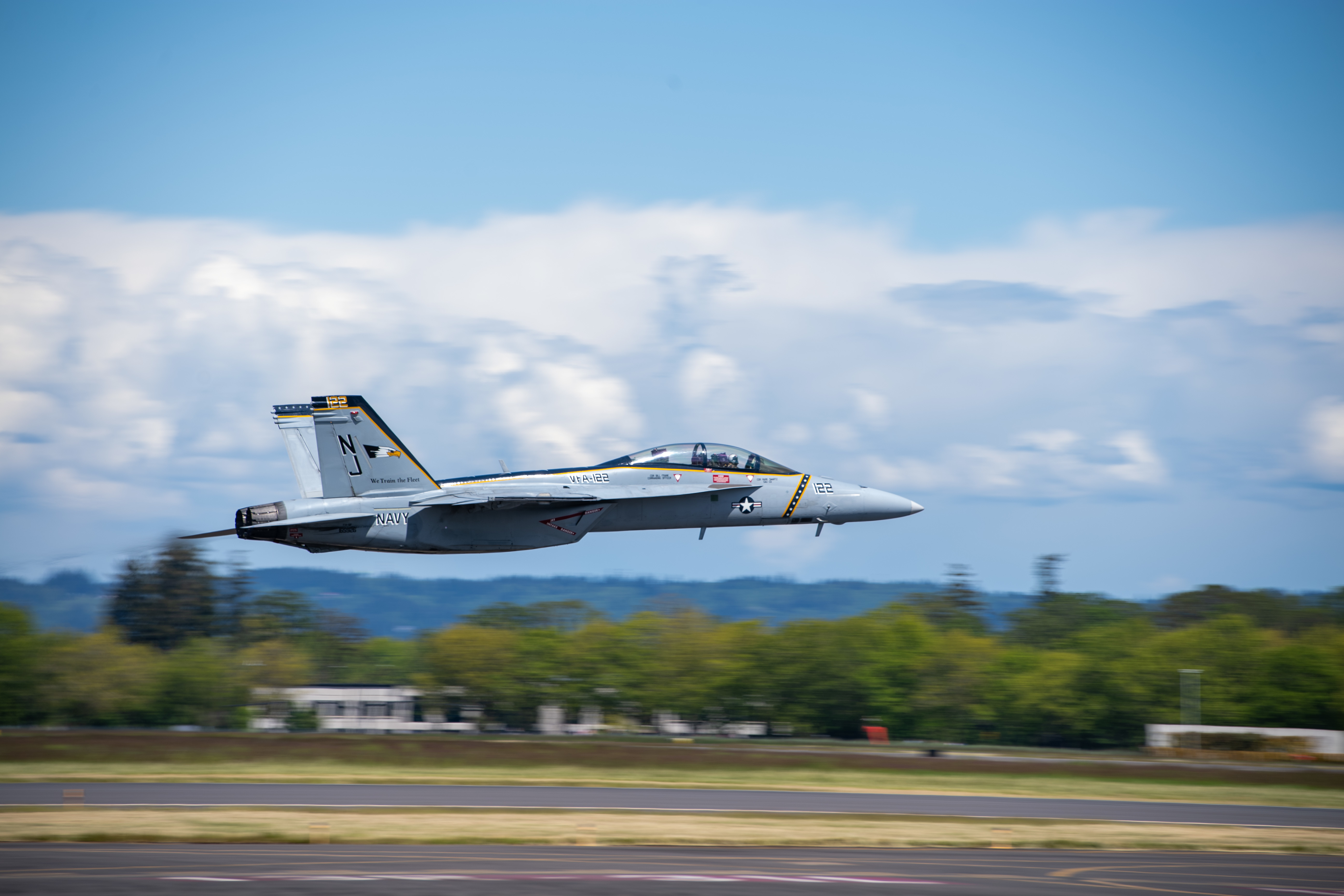
Лейтенант Аманда Лі виконує показовий політ у команді Rhino Demo Team 2022 року
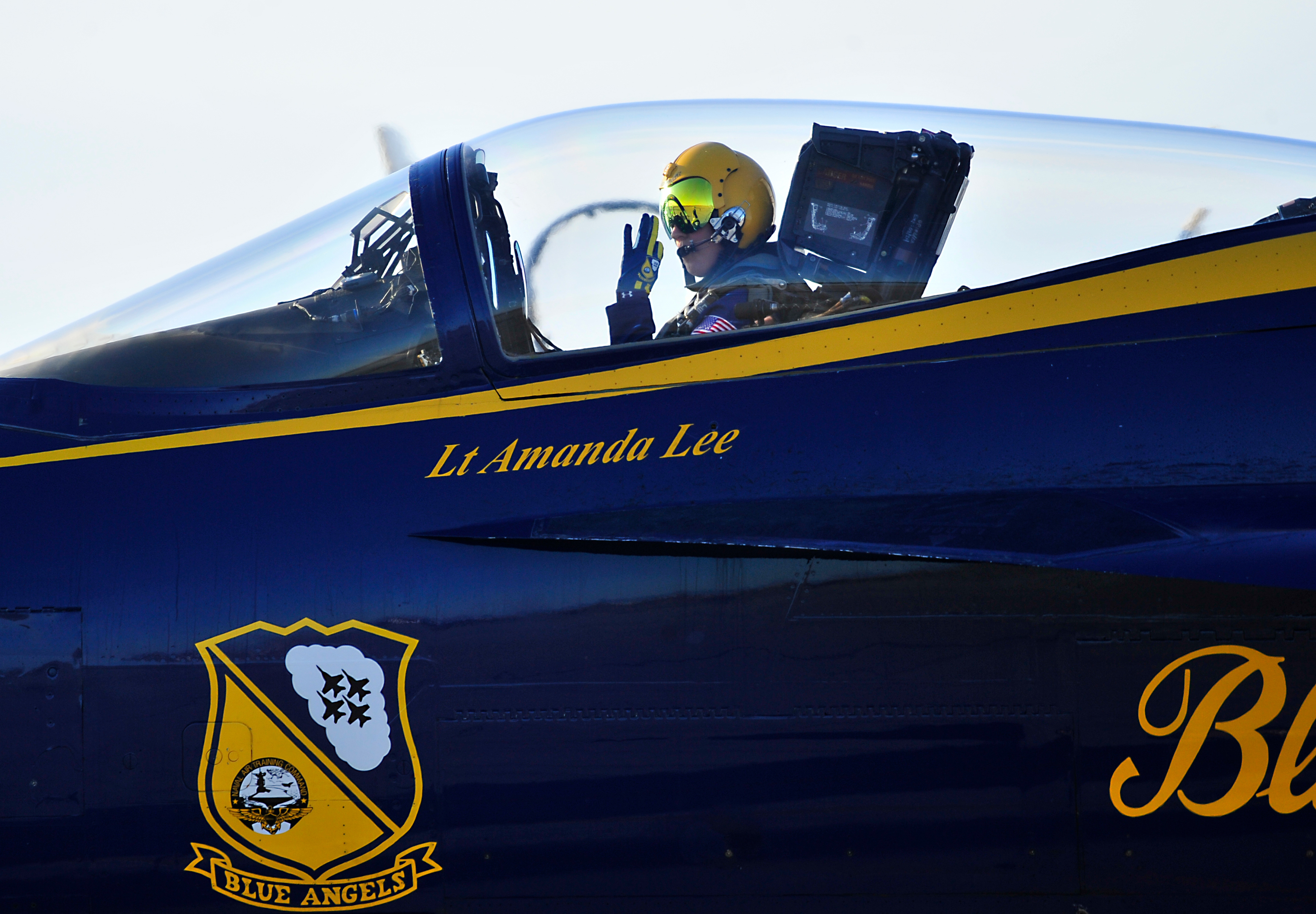
Аманда Лі махає з кабіни свого Super Hornet 2023 року
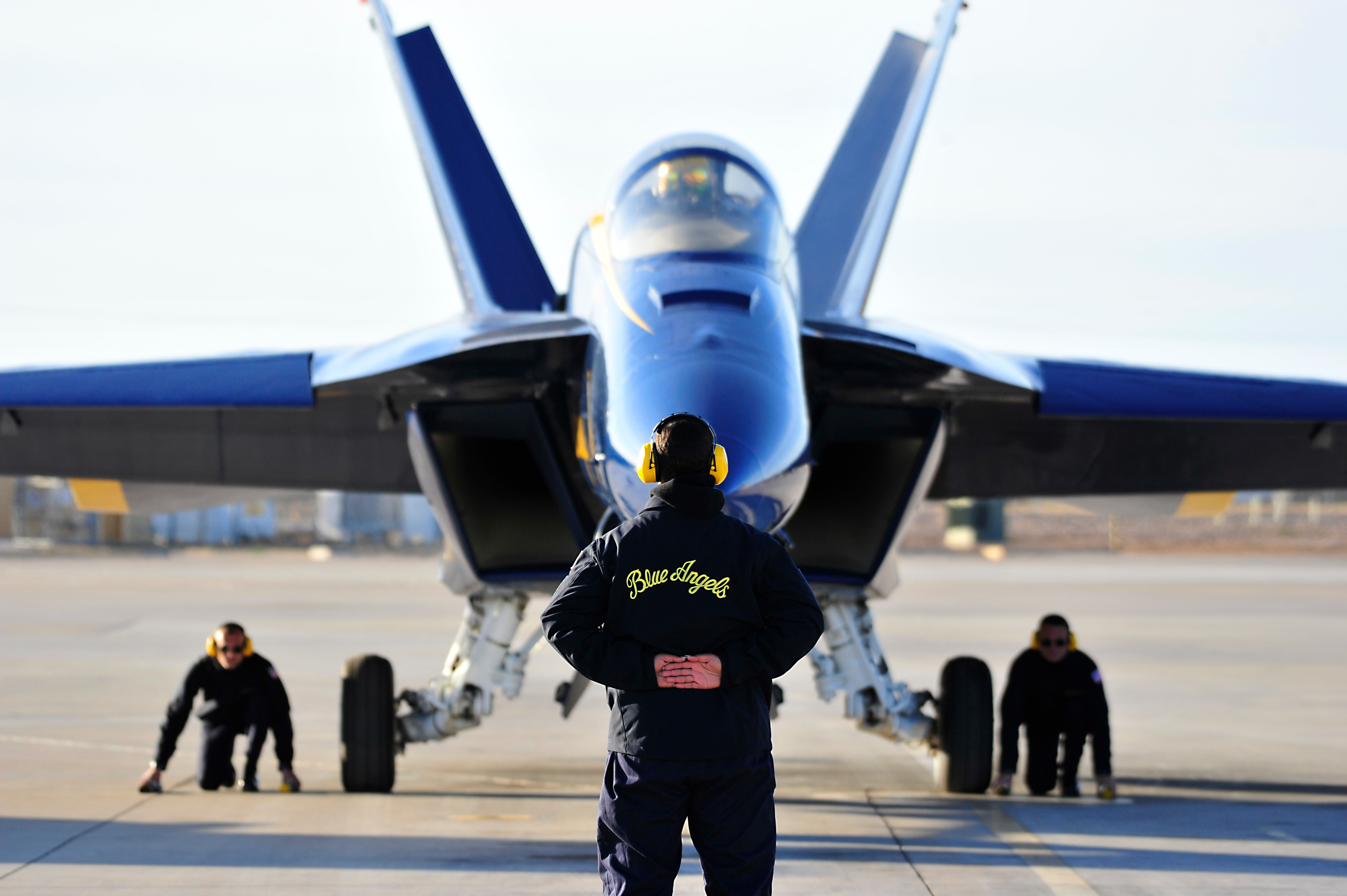
Аманда Лі готова до зльоту 2023 року
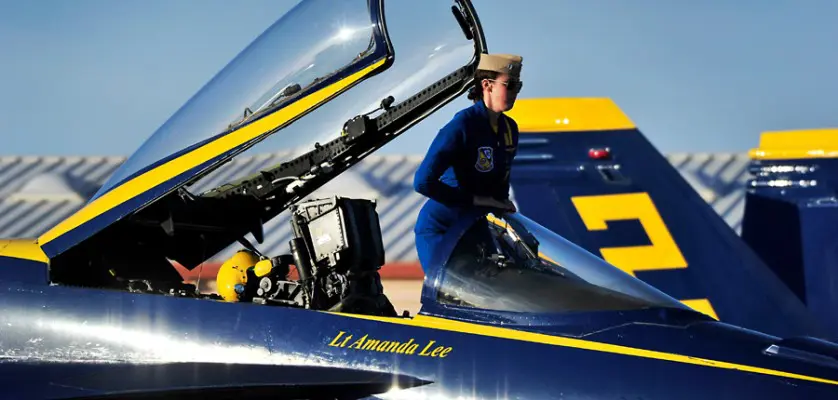
Лейтенант Аманда Лі готується до зльоту перед тренувальним польотом над авіабазою (NAF) Ель Сентро (березень 2023 року)